# Philygria mackieae
Philygria mackieae är en tvåvingeart som först beskrevs av Cresson 1943.  Philygria mackieae ingår i släktet Philygria och familjen vattenflugor. Inga underarter finns listade i Catalogue of Life.